# Flaga Kraju Nadmorskiego
Flaga Kraju Nadmorskiego (NHR:520) – flaga o proporcjach 2:3, przyjęta 22 lutego 1995 r. Na fladze widnieją trzy kolory: czerwony, biały oraz niebieski. W lewym górnym rogu znajduje się czerwony trójkąt prostokątny, na którego tle znajduje się złoty tygrys - jeden z elementów godła kraju (znajduje się on w kantonie flagi - prostokąt, w którym się mieści posiada proporcje 1:1,6). Ukośnie na środku płata flagi znajduje się biały równoległobok - pas przechodzący z prawego górnego do lewego dolnego rogu płata flagi. W dolnym prawym rogu znajduje się niebieski trójkąt, którego boki i pole powierzchni są równe z trójkątem czerwonym (symetria środkowa).